# Evald Schorm
Evald Schorm (Praga, 15 dicembre 1931 – Praga, 14 dicembre 1988) è stato un regista, sceneggiatore e attore cecoslovacco.

## Filmografia

### Regista
- Kdo své nebe neunese (1959)
- Blok patnáct (1959)
- Il coraggio quotidiano (Kazdy den odvahu) (1964)
- Morte di un parroco (Faráruv konec) (1969)
- Psi a lidé
- Etuda o zkousce
- Vlastne se nic nestalo
- Zmatek

### Sceneggiatore
- Il coraggio quotidiano (Kazdy den odvahu), regia di Evald Schorm (1964)
- Morte di un parroco (Faráruv konec), regia di Evald Schorm (1969)

### Attore
- La festa e gli invitati (O slavnosti a hostech), regia di Jan Němec (1966)